# Emma Reichel
Emma Olga Lina Reichel (Pseudonym: Edela Rüst; * 18. Oktober 1857 in Königsberg; † 12. April 1931 in Berlin-Moabit) war eine deutsche Theaterschauspielerin, Journalistin und Schriftstellerin.

## Leben
Emma Reichel war die Tochter eines Hüttenwerkbesitzers. Sie wuchs im ostpreußischen Königsberg auf, wo sie die Schule besuchte. Anschließend nahm sie in Berlin Schauspielunterricht bei Karl Gustav Berndal. Nachdem Emma Reichel für kurze Zeit als Schauspielerin aufgetreten war, gab sie diesen Beruf auf und ging nach Großbritannien, wo sie in den folgenden Jahren als Korrespondentin Beiträge für deutsche und englische Zeitungen schrieb. 1896 kehrte sie nach Deutschland zurück und lebte als freie Schriftstellerin in Berlin. 
Emma Reichel veröffentlichte unter dem Pseudonym „Edela Rüst“ Romane, Erzählungen und Theaterstücke.

## Werke
- Eine Damenkomitee-Sitzung, Berlin 1896
- Das Recht des Lebens. Der Fledermaus-Ball, Berlin 1900
- Die Anhöh-Straße, Leipzig 1901
- Die Baronsche, Berlin 1902
- Frauenherzen, Berlin 1902
- Mammons Geleit, Berlin 1903
- Das Weib des Anderen, Leipzig 1903
- Die Atlas-Töchter, Jena 1904
- Die Liebeskämpfer, Berlin 1905
- Goldsucher, Berlin 1907
- Bunt wie das Leben, Berlin [u. a.] 1908
- Vom selben Ast, Berlin 1908
- Der Orgel-Anger, Berlin 1909
- Das treibende Rad, Berlin [u. a.] 1911
- Narrenspiel, Jena 1913
- Strupps und andere humoristische Kriegs-Erzählungen, Berlin 1915
- Einspänner, Berlin [u. a.] 1918
- Es ritten drei Reiter ..., Dresden 1918
- Der Liebessteg, Berlin [u. a.] 1919
- Versuchungen, Berlin [u. a.] 1919
- Zwischen zwei Frauen, Lübeck 1924
- Der Fluch der Maria Slowanka, Leipzig 1926